# Maria Augusta Generoso Estrela
Maria Augusta Generoso Estrela (Río de Janeiro, 10 de abril de 1860-Río de Janeiro, 18 de abril de 1946) fue una médica brasileña.

## Biografía
Hija del matrimonio portugués María Luiza y Albino Augusto Generoso Estrela. Fue la primera médica brasileña, como en su país no se podía estudiar medicina realizó sus estudios en una universidad estadounidense. Por su destacada participación, el emperador Pedro II de Brasil le otorgó en 1877 una beca de estudios en el Colegio de Medicina de Nueva York, que era una universidad que aceptaba mujeres. Para poder ingresar tuvo que tomar un examen de admisión a los 16 años.

## Vida privada
Contrajo matrimonio con Antonio Costa y tuvo cinco hijos Samuel, Matilde, Bárbara, Luciano y Antonio.
En su homenaje una calle en Alborada, Río de Janeiro lleva su nombre.